# Margot Fonteyn
Margaret Evelyn de Arias DBE, sinh Margaret Evelyn Hookham, được biết đến với nghệ danh Margot Fonteyn, (18 tháng 5 năm 1919 –  21 tháng 2 năm 1991) là một nữ diễn viên ballet người Anh. Cô đã dành toàn bộ sự nghiệp của mình với tư cách là một vũ công với Hoàng gia Ba lê (trước đây là Công ty Nhà hát Sadler's Wells), cuối cùng được Nữ hoàng Elizabeth II bổ nhiệm làm nữ diễn viên chính của công ty. Bắt đầu học ba lê từ năm bốn tuổi, bà học ở Anh và Trung Quốc, nơi cha của bà được chuyển đến làm việc. Bà học ba lê ở Thượng Hải với George Goncharov, góp phần tiếp tục hứng thú với ballet Nga. Trở về London năm 14 tuổi, bà được Ninette de Valois mời tham gia Trường múa ba lê Vic-Wells. Bà đã kế tục Alicia Markova với tư cách là nữ diễn viên ba lê của công ty vào năm 1935. Biên đạo múa Vic-Wells, Sir Frederick Ashton, đã viết nhiều tác phẩm cho Fonteyn và bạn nhảy của bà, Robert Helpmann, là bạn nhảy của bà từ những năm 1930 đến những năm 1940.
Năm 1946, công ty đổi tên thành Sadler's Wells ballet, và chuyển đến Nhà hát Opera Hoàng gia tại Covent Garden nơi đối tác thường xuyên nhất của Fonteyn trong suốt thập kỷ tiếp theo là Michael Somes. Diễn xuất của bà trong Người đẹp ngủ trong rừng của Tchaikovsky, đã trở thành một vai diễn nổi bật cho cả Fonteyn và công ty, nhưng bà cũng nổi tiếng với các vở ba lê do Ashton tạo ra, bao gồm cả Symphonic Variations, Cinderella, Daphni và Chloe, Ondine và Sylvia. Năm 1949, bà lãnh đạo công ty trong một chuyến lưu diễn ở Hoa Kỳ và trở thành người nổi tiếng tầm quốc tế. Trước và sau Chiến tranh thế giới thứ hai, Fonteyn đã trình diễn trên các chương trình truyền hình ba lê trên truyền hình ở Anh và đầu những năm 1950 xuất hiện trên The Ed Sullivan Show, do đó làm tăng sự phổ biến của khiêu vũ ở Hoa Kỳ. Năm 1955, bà kết hôn với chính trị gia người Panama, Roberto Arias và xuất hiện trong một sản phẩm màu sống của Người đẹp ngủ trong rừng được phát sóng trên NBC. Ba năm sau, bà và Somes nhảy trong bộ phim truyền hình The Nutcracker của đài truyền hình BBC. Nhờ sự thành công quốc tế của bà và do nhiều yêu cầu của các nghệ sĩ khách mời, Hoàng gia Ba lê cho phép Fonteyn trở thành một vũ công tự do vào năm 1959.
Năm 1961, khi Fonteyn đang xem xét việc nghỉ hưu, Rudolf Nureyev đã trốn khỏi đoàn ballet Kirov khi đang trình diễn ở Paris. Fonteyn, mặc dù miễn cưỡng hợp tác với Nureyev vì chênh lệch 19 tuổi giữa hai người, đã khiêu vũ với Nureyev trong buổi biểu diễn với vở ballet Hoàng gia Giselle vào ngày 21 tháng 2 năm 1962. Bộ đôi này ngay lập tức trở thành một thành công quốc tế, mỗi vũ công đã đưa người kia đến màn trình diễn tốt nhất. Họ được chú ý nhất vì những màn trình diễn cổ điển trong các tác phẩm như Le Corsaire Pas de Deux, Les Sylphides, La Bayadère, Hồ thiên nga, và Raymonda, trong đó Nureyev đôi khi thay đổi các vũ đạo đặc biệt để thể hiện tài năng của hai người. Cặp đôi này đã ra mắt Marguerite và Armand của Ashton, được biên đạo riêng cho họ và được ghi nhận cho vai diễn chính của họ trong Romeo và Juliet của Sir Kenneth MacMillan. Năm sau, chồng của Fonteyn bị bắn trong một vụ ám sát và trở thành một người liệt tứ chi, đòi hỏi phải chăm sóc liên tục cho đến cuối đời. Năm 1972, Fonteyn nghỉ hưu, mặc dù bà vẫn tiếp tục nhảy theo định kỳ cho đến cuối thập kỷ trên. Năm 1979, cô được Hoàng gia Ba lê yêu mến và chính thức công nhận là prima ballerina assoluta của công ty. Bà đã nghỉ hưu tại Panama, nơi cô dành thời gian viết sách, chăn nuôi gia súc và chăm sóc chồng. Bà đã chết vì ung thư buồng trứng đúng 29 năm sau buổi ra mắt với Nureyev trong Giselle.